# Suðuroy
Suðuroy (‚Südinsel‘, [ˈsuːwʊɹɔɪ/ˈsuːɹɪ], dänisch: Suderø) ist die südlichste und viertgrößte Insel der Färöer. Nur die Schärengruppe Sumbiarsteinur liegt noch weiter südlich.
Suðuroy bildet eine eigene Region der Färöer, zu der auch die vorgelagerte unbewohnte Insel Lítla Dímun gehört. Zwischen beiden Inseln verläuft die Meerenge Suðuroyarfjørður, der Südinselfjord, der aber eigentlich ein Sund ist, und Suðuroy vom Rest des Archipels im Norden trennt.

## Geographie

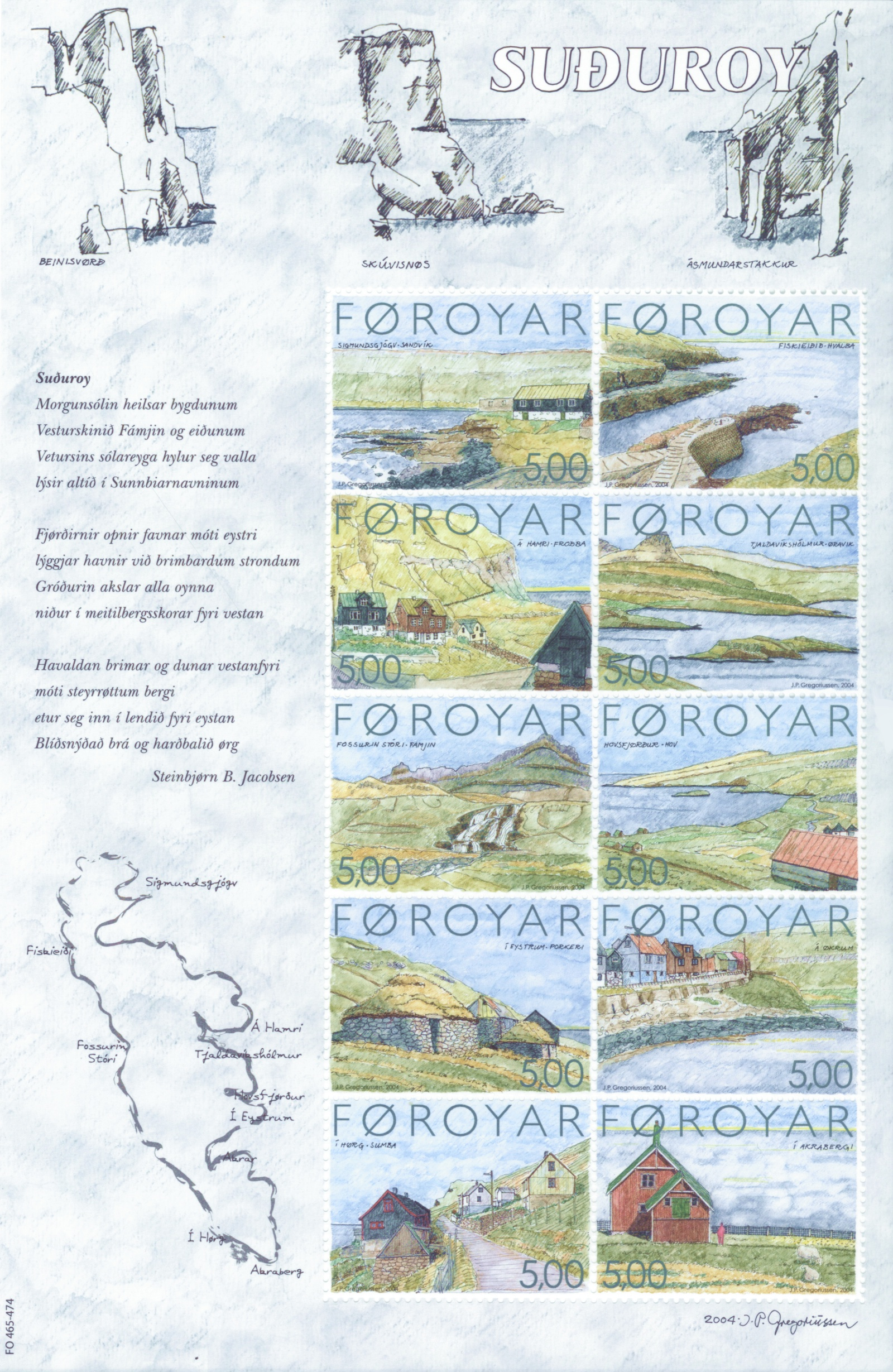
Briefmarkenblock mit Dorfmotivien auf Suðuroy von 2004. Von links nach rechts und oben nach unten (und Nord nach Süd): Sandvík, Hvalba, Froðba, Øravík, Fámjin, Hov, Porkeri, Akrar, Sumba, Akraberg. Künstler: Jákup Pauli Gregoriussen.

Die meisten Orte auf Suðuroy befinden sich an der Ostküste, während sich die Westküste steil aus dem Meer erhebt und dort vergleichsweise gut zugängliche Vogelfelsen aufweist.
Wichtigster Ort neben Tvøroyri mit seinem zusammengewachsenen Siedlungsgebiet am Trongisvágsfjørður, ist Vágur weiter südlich (nicht zu verwechseln mit der Insel Vágar).
Im Norden befinden sich die idyllischen Fischerorte Sandvík und Hvalba. Von hier aus genießt man einen Blick auf die kleinste und unbewohnte Insel des Archipels: Lítla Dímun, die den für ihre Tüchtigkeit bekannten Bauern von Hvalba gehört.
Porkeri östlich von Vágur gilt als eines der schönsten Dörfer der Färöer. In Hov nördlich davon, lebte einst der Gode Havgrímur. Sein Grabhügel ist ein Zeugnis der Wikingerzeit auf den Färöern. In Fámjin an der Westküste hängt nicht nur die erste Flagge der Färöer, sondern hier steht mit dem Fámjinsstein auch ein Runenstein aus dem 16. Jahrhundert – Beweis dafür, dass hier die Runenschrift noch nach der Reformation Anwendung fand.
Mit der Sumba südlich vorgelagerten Schärengruppe Sumbiarsteinur enden die Färöer nach Süden hin. Der Leuchtturm Akraberg bildet den südlichsten Punkt der Südinsel selbst und den südlichsten Punkt, der von Besuchern erreicht werden kann. Hier lebte einst eine Enklave von Friesen, von denen gesagt wird, dass es Piraten oder übrig gebliebene Heiden waren. Nächstes Land auf dem Längengrad wären erst wieder die schottischen Hebriden, die von den Färingern Suðuroyggjar (Südinseln) genannt werden. Schon in der Färingersaga gab es Einar von den Südinseln, der zwar auf Suðuroy lebte, aber offensichtlich von den Hebriden oder der Isle of Man stammte.
Fast nirgendwo auf den Färöern kann man die dramatische Landschaft so hautnah erleben, wie hier im Süden um den Beinisvørð an der steilen Westküste herum. Wer im Juni oder Juli kommt, kann sich hier besonders an der färöischen Vogelwelt erfreuen.

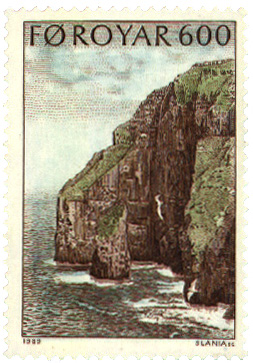
Vogelfelsen Ásmundarstakkur im äußersten Norden Suðuroys

Geologische Besonderheit auf dem ansonsten an Bodenschätzen armen Archipel sind die Steinkohlevorkommen auf Suðuroy (bei Hvalba im Norden). Noch heute werden dort in der einzigen noch bestehenden Kohlenmine der Färöer jährlich rund 1000 t Kohle gefördert. Der Höchststand der Kohleförderung der Färöer in einem Jahr wurde 1958 mit einer Fördermenge von 18000 t erreicht. Unterhalb der Kohleschicht befinden sich die ältesten Basaltschichten der Färöer, die den Süden der Insel bilden. Inzwischen ist bekannt, dass hier unter dem Schelf Erdöl und Erdgas lagern. Die geplante Erschließung dieser Bodenschätze würde den Färingern möglicherweise die volle Souveränität bringen. Es scheint daher wahrscheinlich, dass sich mittelfristig Bohrinseln vor Suðuroy befinden werden.

## Bevölkerung, Sprache, Kultur
Die Färinger von Suðuroy nennen sich Suðuroyingar (Singular: Suðuroyingur).
Durch die etwas abgelegene Lage konnte sich hier ein eigener Dialekt des Färöischen herausbilden. Die färöische Verschärfung hat zum Beispiel einen anderen Vokalismus, und so heißt ein Jógvan hier [ˈjɔgvan] und nicht [ˈjɛgvan].
Die Ortsnamen ganz im Süden der Insel zeugen noch von den keltischen „Ureinwohnern“, und es gilt als gesichert, dass hier mit den irischen Mönchen die ersten Menschen siedelten.
Auch sonst wird gesagt, dass es sich bei den Menschen von Suðuroy um einen besonderen Menschenschlag handelt. Von Alters her sind es Seefahrer und Fischer, die sich selber eine andere Mentalität zuschreiben als den Landsleuten im Norden (besonders den „Rivalen“ auf den Nordinseln), die eher bäuerlich geprägt sind.
Die sozialdemokratische Javnaðarflokkurin hat auf Suðuroy ihre traditionelle Hochburg. Hierfür stehen Namen wie Petur Mohr Dam und sein Sohn Atli P. Dam.
In der südlichsten Gegend um Sumba wird der färöische Kettentanz in einer einzigartig ausdrucksvollen Form gepflegt. Von hier stammt auch der Dichter Poul F. Joensen (1898–1970), der in der alten dichterischen Tradition dieses Ortes steht, und dessen Satiren noch heute im ganzen Volk beliebt sind.

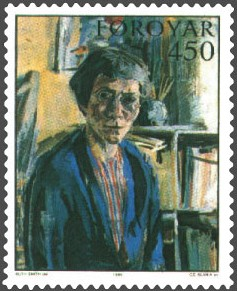
Ruth Smith: Selbstporträt. Sie ertrank 1958 beim Baden im heimatlichen Vágsførður und zählt zu den bedeutendsten Künstlerinnen der Färöer.

Die Malerin Ruth Smith (1913–1958) aus Vágur ist über ihr Heimatland hinaus bekannt. Ihre Selbstporträts werden zu den bedeutendsten Werken der skandinavischen Kunst des 20. Jahrhunderts gerechnet. In ihrem Heimatort befindet sich das Ruth-Smith-Museum.
Die Bootsbaukunst rund um das Färöboot wird als das größte nationale handwerkliche Erbe gepflegt. Das größte heutige Färöboot ist der Naddoddur aus Tvøroyri, ein stolzer 12er. Tvøroyri gilt auch als Geburtsort des Fußballs auf den Färöern. Bereits 1889 wurde hier der erste Ball gekickt und mit dem TB Tvøroyri 1892 der erste Fußballverein des Landes gegründet.
Jährlich gibt es abwechselnd in Tvøroyri (ungerade Jahre) oder Vágur (gerade Jahre) um den 24. Juni herum die Jóansøka (Johannisnacht) als zentrales Sport-, Kultur- und Musikfestival. Dieses Volksfest ist der Höhepunkt des Jahres auf Suðuroy und wird dementsprechend auch von Menschen aus anderen Teilen der Färöer besucht.

## Verkehr und Tourismus
Suðuroy wird von der Autofähre Smyril von Tórshavn aus angefahren. Seit Oktober 2005 ist auf dieser Strecke die Smyril V im Dienst, welche unter normalen Bedingungen 2 Stunden und 5 Minuten für eine Fahrt benötigt, eine halbe Stunde weniger als das Vorgängerschiff. Die Abmessungen der Smyril V machten jedoch die Errichtung einer neuen Anlegestelle vis-à-vis von Tvøroyri in Krambatangi erforderlich. Als Alternative zum Fährdienst wird die Erschließung der Insel durch einen etwa 22,5 km langen Straßentunnel unter dem Meer hindurch geprüft.
Aufgrund seiner Größe und markanten Landschaft ist Suðuroy auch ein beliebtes Urlaubsziel der Färinger selbst. Eine der Besonderheiten sind die fünf kleinen Wälder bzw. Parkanlagen, von denen der Viðarlundin inni í Trongisvági bei Trongisvágur und der Viðarlundin á Vági in Vágur die größten sind.
Das Straßennetz von Suðuroy ist sehr gut ausgebaut und im Süden durch Serpentinen geprägt, während in die mächtigen Felsen des Nordens Tunnel gebohrt wurden.
Siehe auch: Liste der Tunnel auf den Färöern